# Райън Гяки
Райън Гяки (на английски: Ryan Gyaki, роден на 6 декември 1985 г. в Торонто, Канада) е канадски футболист, който играе като атакуващ халф. Състезава се в германския Ханза Росток.

## Клубна кариера
Гяки започва своята състезателна кариера в Калгари Сторм. По време на турне на отбора в Куба е забелязан от скаути на ФК Шефилд Юнайтед и е привлечен в английския клуб. След един изигран мач къса коленни връзки и пропуска целия сезон 2005 – 06. Заради тази контузия Гяки губи форма и играе в Б-отбора на Шефилд Юнайтед. През 2007 година е освободен от отбора и преминава в Ханза Росток, като свободен агент.

## Национален отбор
През сезон 2004 – 05, след като се излекува от мускулна травма, е капитан на младежкия национален отбор на Канада, като по време на квалификациите за Световното първенство за младежи 2005, вкарва 4 от головете за Канада. Отборът впоследствие се класира на първенството, като Райън Гяки изиграва пълни 90 минути във всичките три мача на отбора срещу Колумбия, Сирия и Италия. Обявен е за най-добър млад играч на Канада за 2005.